# Istočni Mostar
Istočni Mostar (česky doslovně Východní Mostar) je název pro obec (opštinu), která se nachází v Bosně a Hercegovině. Administrativně je součástí Republiky srbské. Historicky vznikla po podepsání daytonské dohody v roce 1995 vyčleněním území, které získala Republika srbská z města Mostar. Součástí této opštiny jsou tři sídla, a to Zijemje, Kokorina a Kamena.
Původně byla opština známa pod názvem Srbský Mostar/Srpski Mostar, ale tento název byl v roce 2004 změněn. V roce 2013 zde žilo 280 lidí, rozloha opštiny činila 85,24 km2. Dvě třetiny obyvatel jsou srbské národnosti, zhruba jedna třetina Bosňáci.